# Tatlatui Provincial Park
Der Tatlatui Provincial Park ist ein 1058 km² großer Provincial Park im nördlichen Teil der kanadischen Provinz British Columbia. Der Park liegt an den südöstlichen Ausläufern des Spatsizi Plateau und am östlichen Rand der Skeena Mountains, etwa 240 km nördlich von Smithers.
Der Park bildet zusammen mit dem  Stikine River Provincial Park, den Spatsizi Plateau Wilderness Provincial Park und dem Mount Edziza Provincial Park sowie weiteren Protected Areas und Ecological Reserve ein Schutzgebiet von erheblicher Größe, das Stikine Country Protected Area.
Der Park ist ein sogenannter Back Country Park, da er durch öffentliche Straßen unerschlossen ist. Jedoch haben verschiedene regionale Charterfluggesellschaften die Erlaubnis mit Wasserflugzeugen auf Seen des Parks zu landen.

## Anlage
Bei dem Park handelt es sich um ein Schutzgebiet der Kategorie Ib (Wildnisgebiet).
Der Park liegt östlich des Highways 37 und sein nordwestlicher Bereich grenzt an den südöstlichen Bereich des Spatsizi Plateau Wilderness Provincial Park.
Höchster Punkt im Park ist der 2376 m hohe Melanistic Peak. Zu Füßen des 2200 m hohen Tatlatui Peak findet sich der Tatlatui Lake, neben dem Kitchener Lake und dem Trygve Lake, einer der drei größeren Seen im Park. Wichtigster Fluss im Park ist der Firesteel River, ein Nebenfluss des Finlay River.

## Geschichte
Der Provincial Park wurde am 18. Mai 1973 eingerichtet. Mit verschiedenen Gesetzen wurde sowohl der Schutzstatus als auch die Größe geändert und der Park auf seine heutige Größe von 105.829 ha erweitert.

## Flora und Fauna
Das Ökosystem von British Columbia wird mit dem Biogeoclimatic Ecological Classification (BEC) Zoning System in verschiedene biogeoklimatischen Zonen eingeteilt. Biogeoklimatische Zonen zeichnen sich durch ein grundsätzlich identisches oder sehr ähnliches Klima sowie gleiche oder sehr ähnliche biologische und geologische Voraussetzungen aus. Daraus resultiert in den jeweiligen Zonen dann auch ein sehr ähnlicher Bestand an Pflanzen und Tieren. Innerhalb dieser Systematik wird der Park verschiedenen biogeoklimatischen Zonen zugeordnet. Der Park wird dabei der Alpine Tundra Zone sowie der Spruce-Willow-Birch Zone zugeordnet. Die Spruce-Willow-Birch Zone findet sich hauptsächlich in den Tälern und an den Flüssen, während die höheren Bereiche des Parks der Alpine Tundra Zone zuzurechnen sind.
Während die anderen Parks des Stikine Country Protected Area über den Stikine River in den Pazifischen Ozean entwässern, fließt das Wasser aus dem Tatlatui Provincial Park über den Firesteel River (einem Nebenfluss des Finlay River) in den Arktischen Ozean.

## Aktivitäten
Da es sich bei dem Park um einen Back Country Park handelt, gibt es im Park auch keine ausgebaute touristische Infrastruktur. Das „wilde“ Zelten und Feuer machen ist, mit Einschränkungen und Auflagen, erlaubt.